# Libero Altomare
Libero Altomare, all'anagrafe Remo Mannoni (Roma, 9 agosto 1883 – Roma, 4 agosto 1966) è stato un poeta italiano.

## Biografia
Libero Altomare, pseudonimo di Remo Mannoni, nasce a Roma nel 1883. Di professione funzionario statale, fu uno dei primi poeti ad aderire al movimento del Futurismo. È stato fondatore e direttore della rivista Primo Vere ed ha collaborato col Rugantino e col Marforio. I suoi versi sono stati pubblicati in diverse antologie di poesia e letti in occasione delle prime serate di stampo futurista, come quella al Politeama Rossetti di Trieste, il 12 gennaio 1910 e al Teatro Lirico di Milano, il 15 febbraio 1910.

## Stile
Dopo una fase d'ispirazione dannunziana, aderisce al Futurismo sotto invito di Tommaso Marinetti, fondando in seguito il gruppo romano del movimento. Si dedicò nel corso vita anche alla pittura. Nella prima parte della sua esperienza letteraria, fu vicino al movimento del Crepuscolarismo.

## Opere
- Rime dell’Urbe e del suburbio, Roma, Officine Tipografiche Italiane, 1908.
- Procellarie, S. Maria Capua Vetere, Casa ed. della gioventu di C. Fossatorio, 1909.
- Fermento, Roma, Edizione dell'Autore, 1931.
- Incontri con Marinetti e il Futurismo, 1954. (n. edizione Corso Editore, Roma, 1986) (n. edizione Biblioteca d'Orfeo, Roma, 2006).